# Aratinga nenday
Il parrocchetto nanday (Aratinga nenday (Vieillot, 1823)) è un uccello della famiglia degli Psittacidi.

## Descrizione
Colore generale verde, maschera facciale nera, a volte con sfumature rosse a delimitarla, che arriva a coprire l'occhio, bordato da un anello di pelle nuda chiara e con iride marrone; ha taglia attorno ai 30 cm con coda che copre circa la metà della taglia. Presenta petto azzurro, groppone giallastro, calze rosse, remiganti e timoniere blu. La coda e le ali, viste dal basso, con l'uccello in volo, sono nere splendenti; il becco è nero e le zampe rosate. Gli immaturi sono simili agli adulti ma hanno meno azzurro sul petto e coda più corta.

## Biologia
Si raduna in genere in piccoli stormi di una ventina di individui che si muovono alla ricerca di cibo. Nidifica in novembre; la femmina depone nella cavità di un albero 4-5 uova che vengono incubate per 26 giorni; i piccoli lasciano il nido a circa 8 settimane di vita. Sembra che nidifichi sia in coppia sia in piccole colonie familiari e che la preparazione del nido sia organizzata dall'intera famiglia che ispeziona diverse cavità prima di decidere dove fermarsi.

## Distribuzione e habitat
Vive in Bolivia sud-orientale, nella regione del Mato Grosso in Brasile, in Paraguay e nel nord-est dell'Argentina. Comune sia in natura sia in cattività.
Vive nelle savane e nelle foreste aperte, soprattutto quelle ricche di palme, fino a 800 metri di quota.